# Knott’s Berry Farm
Koordinaten: 33° 50′ 39″ N, 118° 0′ 0″ W
Knott’s Berry Farm ist ein Freizeitpark in Buena Park, Kalifornien, und ein Hersteller von Lebensmittel-Spezialitäten. Zusätzlich betreibt Knott’s drei Soak City USA Wasserparks und war Gründer des Camp Snoopy in der Mall of America. Der Freizeitpark wird heute von Six Flags Entertainment Corporation betrieben und die Lebensmittelsparte ist Teil des Unternehmens The J.M. Smucker Company. Mit rund 4,2 Millionen Besuchern (Platz 11) zählte der Park im Jahr 2023 zu den 20 meistbesuchten Vergnügungsparks Nordamerikas.:35 Im Park gibt es ca. 35 Attraktionen, darunter Achterbahnen, Familienattraktionen, Kinderfahrgeschäfte und historische Attraktionen.

## Geschichte

### Ursprung
In den 1920er Jahren verkauften Walter Knott und seine Familie Beeren (engl. berries), Marmelade und Kuchen an einem Straßenstand entlang der California State Route 39. In den 1930er Jahren kultivierte Knott die erste Boysenbeere. Seine Frau Cordelia begann 1934 damit, gebratene Hähnchen und Boysenbeeren-Kuchen zu verkaufen, und nach einigen Jahren war die Wartezeit am Restaurant oft einige Stunden lang.
Die Lage machte die Farm zu einem beliebten Zwischenstopp auf dem Weg von Los Angeles und den Stränden in Orange County. Um die Wartenden zu unterhalten, baute Walter Knott zunächst einige Geschäfte und andere Attraktionen, bevor er 1940 eine Geisterstadt aus Gebäuden echter Western-Städte errichtete. 1968 zäunte die Familie die Farm ein, verlangte zum ersten Mal einen Eintritt von 1 Dollar und Knott’s Berry Farm wurde offiziell ein Freizeitpark.
Im Jahre 1969 eröffnete man eine der ersten Wildwasserbahnen in den Vereinigten Staaten, die Calico Logging Co.
Medienwirksam wurde am 19. Juni 1971 das John Wayne Theater eröffnet. Neben John Wayne selbst eröffnete auch Ronald Reagan als damaliger Gouverneur das neu erbaute, 2.100 Sitzplätze große Theater. Zwei Jahre später, im Jahr 1973, veranstaltete Knott’s Berry Farm das weltweit erste Halloween Fest. Als am 12. April 1974 seine Ehefrau Cordelia starb, widmete sich Walter Knott politischen Themen. 1975 wurde der Park um einen neuen Themenbereich erweitert. Im Roaring-20’s-Areal befand sich unter anderem die erste Achterbahn des Parks, The Corkscrew. Drei Jahre später eröffnete mit Montezooma’s Revenge die zweite Achterbahn im Park. Nachdem auch Walter Knott im Jahr 1981 verstarb, übernahmen seine Kinder den Freizeitpark.
Um der wachsenden Konkurrenz von Freizeitparks in Südkalifornien Stand zu halten, errichtete man in den 1980er Jahren zwei große Attraktionen: Mit Kingdom of the Dinosaurs gestaltete man 1987 einen ganzen Bereich des Parks in einen Dinosaurierpark um. 1988 eröffnete man den Themenbereich Wild Water Wilderness und seine Hauptattraktion, Bigfoot Rapids (heute Calico River Rapids), einem Rapid River.

### Neue Leitung
In den 1990er-Jahren entschieden sich die Kinder von Walter und Cordelia Knott, den Freizeitpark und alle anderen Geschäfte der Familie zu verkaufen:
- Das Buena Park Hotel wurde zum Ende der 1990er-Jahre an Cedar Fair L.P. verkauft. Das Hotel wurde umgebaut um den Standards der Radisson-Kette zu entsprechen und in einem Franchise-Verfahren als Radisson Resort Hotel eröffnet. 2004 wurde das Hotel in Knott’s Berry Farm Resort Hotel umbenannt.
- 1995 wurde das Lebensmittelgeschäft an den US-amerikanischen Konzern ConAgra Foods, Inc. verkauft. 2008 erfolgte der Weiterverkauf an The J.M. Smucker Company.
- Der Freizeitpark wurde 1997 an die Cedar Fair Entertainment Company, welche unter anderem auch Cedar Point in Ohio betreibt, verkauft. Ursprünglich sollte der Freizeitpark an die Walt Disney Company verkauft werden. Der Plan war, Knott’s Berry Farm in den Park Disney’s America, einem Park, der der Geschichte der USA gewidmet ist, umzubauen. Die Familie entschloss sich jedoch gegen einen Verkauf an die Walt Disney Company, da man befürchtete das Andenken an Walter Knott zu zerstören.

### Heute
Seitdem der Park von Cedar Fair geführt wird, ist eine merkliche Veränderung hin zu rasanten Fahrgeschäften zu beobachten. Seitdem wurden mehrere Achterbahnen und weitere Fahrgeschäfte gebaut. 2013 wurde die beliebteste Attraktion des Parks, der Timber Mountain Log Ride, für eine fünfmonatige Renovierung geschlossen.
Am 25. Mai 2013 eröffneten im Park drei neue Familienattraktionen: eine Wilde Maus (Coast Rider), ein Breakdancer (Pacific Scrambler) und die Surfside Gliders. Alle drei Attraktionen wurden einer Strandpromenade nachempfunden.
Der Park ist in die Themenbereiche Boardwalk, Camp Snoopy, Ghost Town, Wild Water Wilderness und Wilder Westen aufgeteilt. Im Oktober (im Halloween-Monat) wird der Park jedes Jahr umthematisiert und öffnet als Knott’s Scary Farm (übersetzt etwa: „Knotts Gruselfarm“).
Mit dieser langen Geschichte begründet man den Anspruch auf den Titel „Erster Themenpark Amerikas“. Es gibt allerdings auch Zweifel an diesem Titel, da die heutige Holiday World bereits 1946 als Themenpark eröffnet wurde und damit über 20 Jahre vor der Umwandlung der Farm in ein abgeschlossenes Gelände. Der Titel ist also von der Definition des Begriffs „Themenpark“ abhängig.

## Achterbahnen
| Name                               | Typ                               | Hersteller                    | Eröffnungsjahr | Bemerkungen                                                                                            | Quellen              |
| ---------------------------------- | --------------------------------- | ----------------------------- | -------------- | --- | -------------------- |
| Coast Rider                        | Wilde Maus                        | Mack Rides                    | 2013           | | [ 5 ] [ 6 ]          |
| GhostRider                         | Holzachterbahn                    | Custom Coasters International | 1998           | Siehe Hauptartikel.                                                                                    | [ 7 ] [ 8 ]          |
| HangTime                           | Stahlachterbahn mit Inversionen   | Gerstlauer Amusement Rides    | 2018           | Siehe Hauptartikel.                                                                                    | [ 9 ] [ 10 ]         |
| Jaguar!                            | Familienachterbahn                | Zierer Rides                  | 1995           | Siehe Hauptartikel.                                                                                    | [ 11 ] [ 12 ]        |
| Montezooma's Revenge               | Shuttle Coaster, Launched Coaster | Schwarzkopf GmbH              | 1978           | Ist seit dem 8. Februar 2022 außer Betrieb und wird restauriert. Wiedereröffnung ist für 2025 geplant. | [ 13 ] [ 14 ]        |
| Pony Express                       | Motorbike Coaster                 | Zamperla                      | 2008           | | [ 15 ] [ 16 ]        |
| Sierra Sidewinder                  | Spinning Coaster                  | Mack Rides                    | 2007           | Siehe Hauptartikel.                                                                                    | [ 17 ] [ 18 ]        |
| Silver Bullet                      | Inverted Coaster                  | Bolliger & Mabillard          | 2004           | Siehe Hauptartikel.                                                                                    | [ 19 ] [ 20 ]        |
| Snoopy’s Tenderpaw Twister Coaster | Familienachterbahn                | Zamperla                      | 2024           | | [ 21 ] [ 22 ]        |
| Xcelerator                         | Launched Coaster                  | Intamin                       | 2002           | Siehe Hauptartikel.                                                                                    | [ 23 ] [ 24 ] [ 25 ] |

### Ehemalige Achterbahnen
| Name                   | Typ                               | Hersteller       | Eröffnungsjahr | Schließungsjahr | Bemerkungen                                                                               | Quellen |
| ---------------------- | --------------------------------- | ---------------- | -------------- | --------------- | ----------------------------------------------------------------------------------------- | ------- |
| Boomerang              | Shuttle Coaster                   | Vekoma           | 1990           | 2017            | Befindet sich seit 2021 als Boomerang Hyper Coaster in Trans Studio Cibubur (Indonesien). | [ 27 ]  |
| Corkscrew              | Stahlachterbahn mit Inversionen   | Arrow Dynamics   | 1975           | 1989            | Befindet sich seit 1990 als Corkscrew im Silverwood Theme Park.                           | [ 29 ]  |
| Timberline Twister     | Kinderachterbahn                  | Bradley and Kaye | 1983           | 2023            |                                                                                           | [ 30 ]  |
| Wacky Soap Box Racers  | Steeplechase Coaster              | Arrow Dynamics   | 1976           | 1996            | Fuhr bis 1980 unter dem Namen Motor Cycle Chase.                                          | [ 31 ]  |
| Windjammer Surf Racers | Wilde Maus, Racing Roller Coaster | Togo             | 1997           | 2000            | Siehe Hauptartikel.                                                                       | [ 32 ]  |

## Lebensmittel
Die J. M. Smucker Company verkauft heute noch Konfitüre und Marmelade, wie sie durch die Familie Knott berühmt wurde. Andere, ursprüngliche Produkte, wie zum Beispiel Sirup, wurden jedoch mangels Nachfrage nicht weiter hergestellt und verkauft.
Seit November 2013 kann man im Freizeitpark Konfitüre der Marke Berry Market kaufen. Diese Konfitüren werden nach dem Originalrezept der Familie Knott hergestellt, dürfen jedoch nicht nach dieser benannt werden, da die J. M. Smucker Company die Namensrechte dazu besitzt.